# Saint-Coutant, Deux-Sèvres

Saint-Coutant este o comună în departamentul Deux-Sèvres, Franța. În 2009 avea o populație de 264 de locuitori.